# Nerf zygomatico-facial
Le nerf zygomatico-facial (ou rameau zygomatico-facial) est un des rameaux terminaux du nerf zygomatique.

## Trajet
Le nerf zygomatico-facial nait du nerf zygomatique au niveau de l'orbite ou dans le canal temporo-malaire de l'os zygomatique.
Dans le premier cas il passe le long de l'angle inféro-latéral de l'orbite accompagne le nerf zygomatique dans le foramen zygomatico-orbitaire et émerge par le canalicule malaire par le foramen zygomatico-facial.
Dans le second cas, il émerge également du canalicule malaire par le foramen zygomatico-facial.
Il perfore le muscle orbiculaire de l’œil pour innerver la peau de la région malaire au-dessus de la proéminence de la joue.